# Мьобіус (фільм)
«Мьобіус» (фр. Möbius) — французький фільм 2013 року режисера та сценариста Еріка Рошана з Жаном Дюжарденом та Сесіль де Франс у головних ролях.

## Сюжет
ЦРУ залучає Еліс, талановитого фінансового експерта, для отримання інформації про російського олігарха Івана Ростовського. До цієї справи також причетний агент ФСБ Григорій Любов. Крім того, Іван Ростовський зацікавлений в Еліс через її здатність створювати схеми для відмивання грошей.
Після знайомства Мойсея та Еліс вони закохуються один в одного. У їхню наступну зустріч у розкішному ресторані в Монреалі, вони сиділи за різними столиками зі своїми співрозмовниками. Тоді вони дізнаються про агентську діяльність один одного. Поява інформації про Ростовського змушує його покинути Росію та поїхати до Лондона.
Незабаром після цього в Брюсселі відбувається отруйний напад на Еліс як помста за висилку Ростовського. Хоча вона виживає, її мозок серйозно уражений. У лікарні Мойсей бачить її з пустим поглядом. Чоловік обнімає її, після недовгих вагань Еліс відповідає взаємністю, і здається, що вона пам'ятає його.

## У ролях
| Актор             | Роль                    |
| ----------------- | ----------------------- |
| Жан Дюжарден      | Мойсей / Григорій Любов |
| Сесіль де Франс   | Еліс Радмонд            |
| Тім Рот           | Іван Ростовський        |
| Емілі Дек'єнн     | Сандра                  |
| Джон Лінч         | Джошуа                  |
| Бред Леланд       | агент ЦРУ Мьобіус       |
| Володимир Меньшов | Черкашин                |
| Бранка Катіч      | Ава                     |
| Венделл Пірс      | Боб                     |
| Олексій Горбунов  | Хорзов                  |
| Вікі Кріпс        | Ольга                   |
| Дмитро Назаров    | Інзірілло               |

## Виробництво
У листопаді 2011 року ролі отримали Жан Дюжарден і Сесіль де Франс.
Під час Каннського фестивалю у травні 2012 року Тім Рот зізнався, що буде виконувати роль російського олігарха, якого підозрюють у злочині. Режисер Ерік Рошан знайшов схожість між актором та Романом Абрамовичем власником лондонського футбольного клубу «Челсі» та російським олігархом, який посів дев'яте місце найбагатших людей Росії.
За даними «Ле фігаро» зйомки фільму розпочалися у травні 2012 року і тривали вісім-дев'ять тижнів на півдні Франції, у Люксембурзі, Брюсселі, Бельгія, Москві, Росія та Києві, Україна.
Постпродукція розпочалася у жовтні 2012 року.

## Випуск в Україні
Прем'єра фільму в Україні відбулася 18 квітня 2013 року. Допрем'єрні покази відбулись в Києві 4 квітня 2013 року в кінотеатрі «Київ» в рамках «Французької весни» за сприяння незалежного кінодистриб'ютора «Аврора-фільм». 11 квітня 2013 року Володимир Меньшов презентував стрічку в Дніпрі.

## Сприйняття

### Критика
Фільм отримав змішані відгуки. Оглядач Lenta.ru зауважив, що «місцями історія стає настільки беззв'язною, що починає здаватись: у самого режисера та сценариста Еріка Рошана уявлення про сюжет були вельми приблизні». Олег Зінцов написав: «Картина Еріка Рошана зроблена посередньо, але акуратно, і дивитись її цікаво». У «The Village» відзначили: «Безглуздих стереотипів, які зазвичай потрапляють в західні фільми про росіян, тут напрочуд небагато». Оглядач «Variety» зазначив: «Хоча освітленню не вистачає витонченості, постановка загалом на високому рівні». Девід Руні з «The Hollywood Reporter» відмітив, що «фільм занадто плутаний у своєму надмірно складному сюжеті та занадто млявий у темпі, щоб максимально напружити». Гейб Торо з «IndieWire» написав: «Шпигунська діяльність у цьому фільмі настільки непомітна і професійна, що ми навіть не здогадуємося про те, що Любов порвав зі своїми спільниками та спробував спокусити Еліс».

### Номінації та нагороди
| Нагороди та номінації фільму «Мьобіус» | Нагороди та номінації фільму «Мьобіус» | Нагороди та номінації фільму «Мьобіус» | Нагороди та номінації фільму «Мьобіус» | Нагороди та номінації фільму «Мьобіус» | Нагороди та номінації фільму «Мьобіус» |
| Рік                                    | Кінофестиваль/кінопремія               | Категорія/нагорода                     | Номінант                               | Результат                              |                                        |
| -------------------------------------- | -------------------------------------- | -------------------------------------- | -------------------------------------- | -------------------------------------- | -------------------------------------- |
| 2014                                   | «Юпітер»                               | Найкращий іноземний актор              | Жан Дюжарден                           | Номінація                              |                                        |